# 特伦斯·尼尔森
特伦斯·尼尔森（英語：Terence Neilson，1958年11月2日—），生于多伦多，加拿大男子帆船运动员。他曾代表加拿大参加1984年夏季奥林匹克运动会帆船比赛，获得芬兰人级铜牌。